# Lavatera triloba
Malva lusitanica, syn. Lavatera triloba — вид квіткових рослин родини мальвові (Malvales).

## Поширення
Вид поширений у західному середземноморському регіоні (в Іспанії, Португалії, Сицилії, Сардинії, Тунісі, на півночі Алжиру та Марокко). Росте вздовж берегів різних водойм.

## Опис
Чагарникова багаторічна рослина заввишки до 2 м. Цвіте з червня по вересень. Підвид agrigentina має жовті квіти, pallescens — пурпурно-ніжно-рожеві квіти, а triloba має фіолетові або жовті квіти. Мають сильний мускусний запах.

## Підвиди
- Lavatera triloba subsp. agrigentina (Tineo) R.Fern.
- Lavatera triloba subsp. pallescens (Moris) Nyman
- Lavatera triloba subsp. triloba L.